# Аллоїсіус Агу
Аллоїсіус Агу (англ. Alloysius Agu, нар. 12 липня 1967, Лагос) — нігерійський футболіст, що грав на позиції воротаря.
Виступав, зокрема, за клуби «НЕПА Лагос» та «Кайсеріспор», а також національну збірну Нігерії.

## Клубна кар'єра
У дорослому футболі дебютував 1982 року виступами за команду «НЕПА Лагос», у якій провів сім сезонів.
Своєю грою за цю команду привернув увагу представників тренерського штабу клубу «АКБ Лагос», до складу якого приєднався 1990 року.
У 1990 році уклав контракт з клубом МВВ, у складі якого провів наступні два роки своєї кар'єри гравця. Більшість часу, проведеного у складі МВВ, був основним голкіпером команди.
З 1992 року два сезони захищав кольори клубу «Льєж».
У 1994 році перейшов до клубу «Кайсеріспор», за який відіграв 3 сезони. Граючи у складі «Кайсеріспора» також здебільшого виходив на поле в основному складі команди. Завершив професійну кар'єру футболіста виступами за команду «Кайсеріспор» у 1997 році.

## Виступи за збірні
У 1985 році залучався до складу молодіжної збірної Нігерії.
У 1988 році дебютував в офіційних матчах у складі національної збірної Нігерії.
У складі збірної був учасником Кубка африканських націй 1990 року в Алжирі, де разом з командою здобув «срібло», Кубка африканських націй 1992 року у Сенегалі, на якому команда здобула бронзові нагороди, чемпіонату світу 1994 року у США, Кубка африканських націй 1994 року у Тунісі, здобувши того року титул континентального чемпіона.
Загалом протягом кар'єри в національній команді, яка тривала 8 років, провів у її формі 25 матчів.

## Титули і досягнення
- Чемпіон Африки (U-21): 1985
- Переможець Кубка африканських націй: 1994
- Срібний призер Кубка африканських націй: 1990
- Бронзовий призер Кубка африканських націй: 1992